# Luther Hamilton Holton
Pour les articles homonymes, voir Luther et Holton.
Luther Hamilton Holton (22 janvier 1817 - 14 mars 1880 ) est un homme d'affaires montréalais et un homme politique canadien.

## Biographie
La famille de Luther Hamilton Holton émigra d'Angleterre pour aller s'établir en Amérique dans les États de la Nouvelle-Angleterre et de là passa en Haut-Canada. C'est dans cette province, à South Leeds, près de Brockville, que M. Holton est né en 1817. En 1826, il vint à Montréal et entra comme commis chez M. Hooker qui était, à cette époque, l'un des premiers expéditeurs de Montréal. Au bout de quelques années, M. Hooker le prenait en société, et M. Holton ne tardait pas à prendre sa place au premier rang des hommes d'affaires de Montréal. Pour parvenir plus rapidement, il entra dans des spéculations importantes de chemins de fer, et se gagna une grande fortune que l'on évaluait à 500 000 dollars (vers 1870).
En 1846, fut nommé vice-président de la Montreal Free Trade Association et élu au conseil d'administration de la Chambre de commerce de Montréal qu'il présida de 1856 à 1859 et en 1862-1863, au moment où il fit partie de la Commission du havre de Montréal. Il fut l'un des fondateurs de la Banque d'épargne de la cité et du district de Montréal en 1846 et siégea au conseil d'administration jusqu'en 1873, notamment à titre de président à compter de 1871.
Il représente le quartier Sainte-Anne au conseil municipal de Montréal en 1850. Il fut également élu député de la cité de Montréal avec l'appui de John Young et fut élu. En 1857 il fut battu par John Rose et resta hors de la Chambre jusqu'en 1862, époque à laquelle il fut élu membre du conseil législatif pour la division Victoria. Quelques mois plus tard, au mois de mai 1863, il donnait sa démission comme conseiller législatif pour devenir ministre des finances dans le ministère McDonald-Dorion, et se présentait dans la division de Montréal-Centre. Ayant été battu par John Rose à nouveau, il alla se faire élire dans le comté de Châteauguay
Il est le père d'Edward Holton, député à la Chambre des communes du Canada.

## Sources
- Mes contemporains, Laurent-Olivier David, 1894.

- Ressources relatives à la vie publique :   - Assemblée nationale du Québec
  - Parlement du Canada
- Notice dans un dictionnaire ou une encyclopédie généraliste :   - Dictionnaire biographique du Canada
- Notices d'autorité :   - VIAF
  - ISNI
  - BnF (données)
  - IdRef
  - LCCN
  - GND
  - WorldCat